# Champs-Élysées – Clemenceau (Paris metro)
Champs-Élysées–Clemenceau är en station på linje 1 och linje 13 i Paris metro i Paris åttonde arrondissement. Stationen ligger under Champs-Élysées och Place Clemenceau, nära Petit Palais. Linje 13 öppnades 1975 som en del av linjens förlängning från Miromesnil. Det var linjens södra ändstation fram till dess förlängning under Seine och Invalides station stod klar 1976.

## Fotogalleri

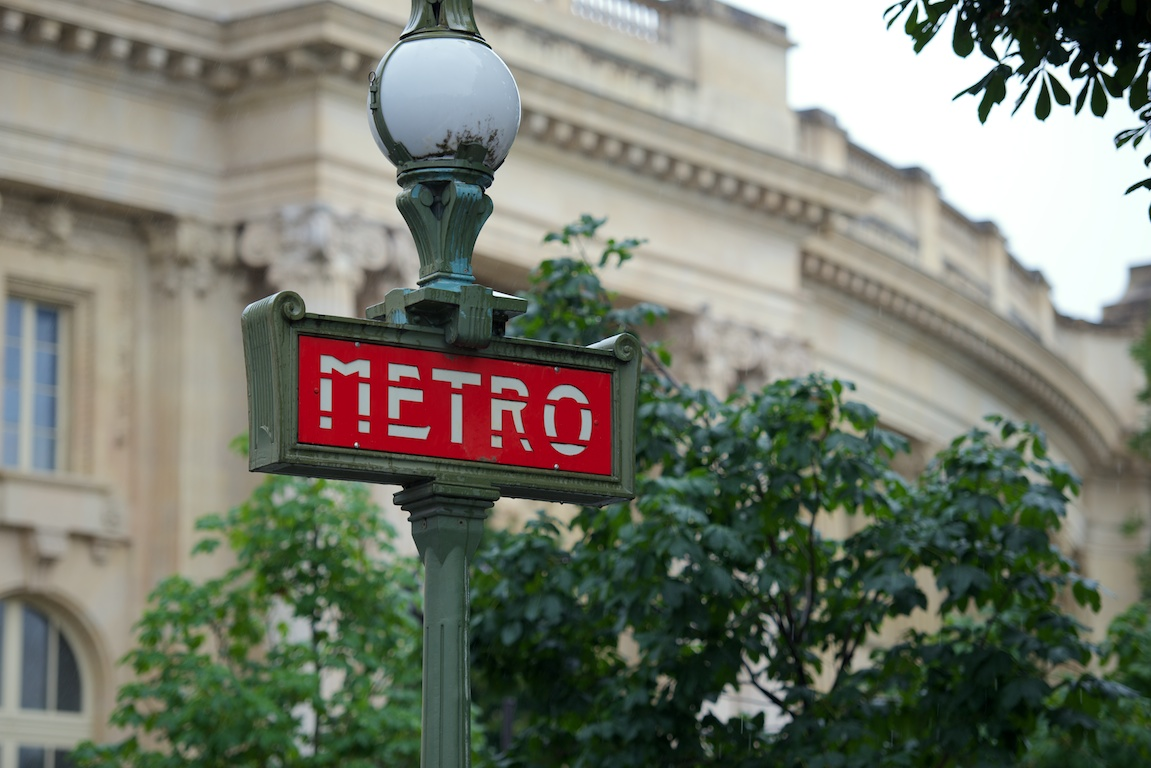
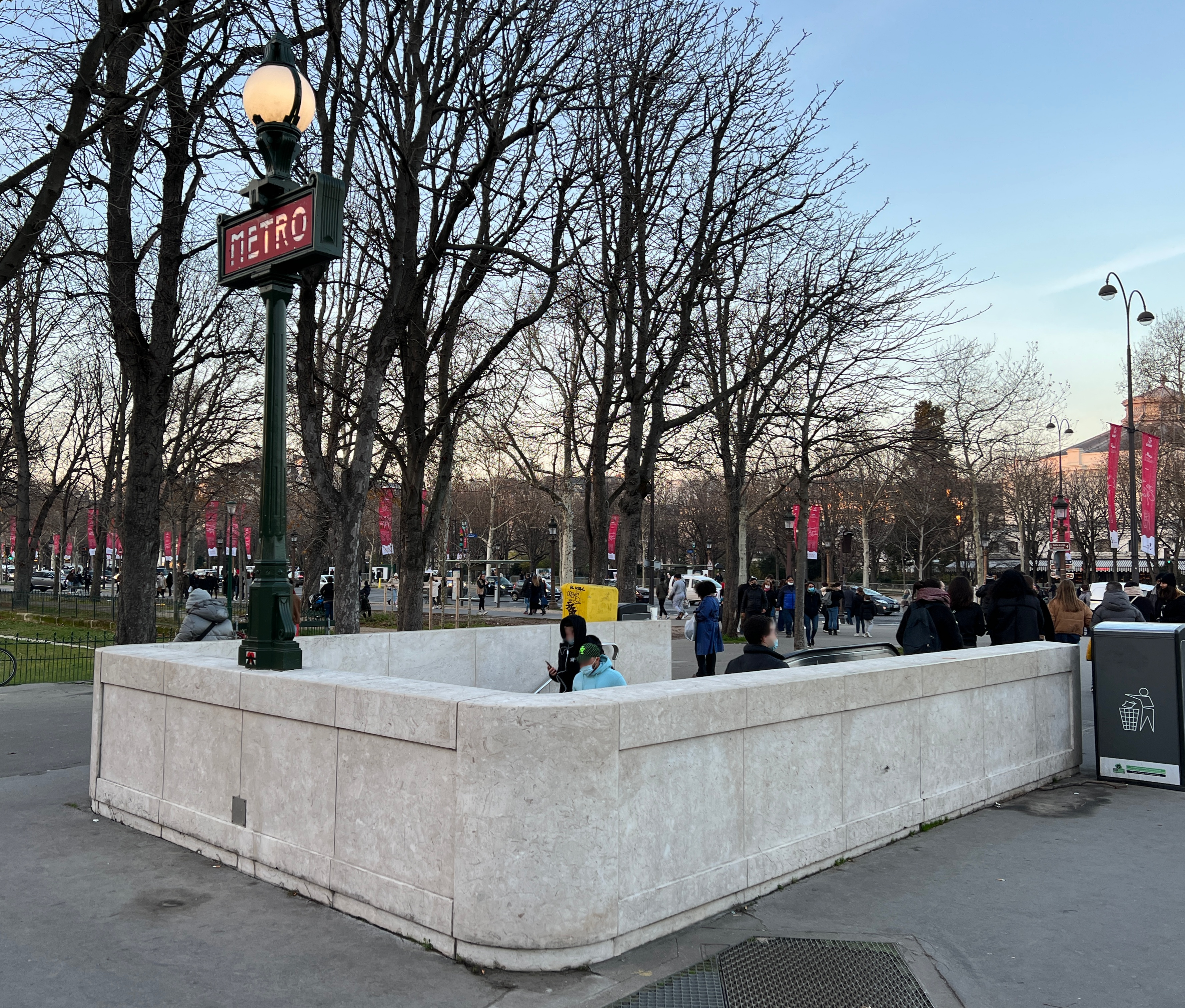
Entré vid Place Clemenceau
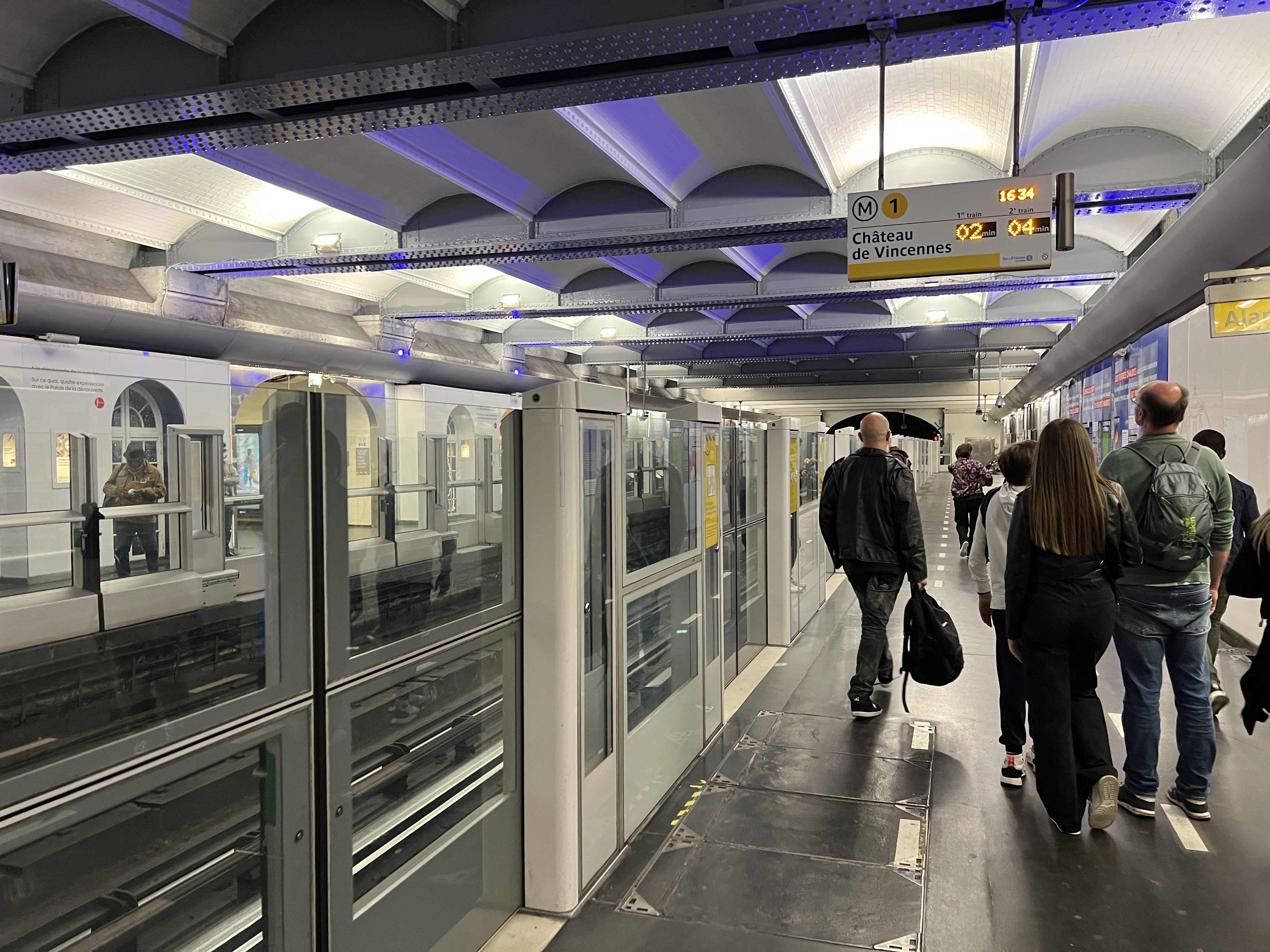
Linje 1
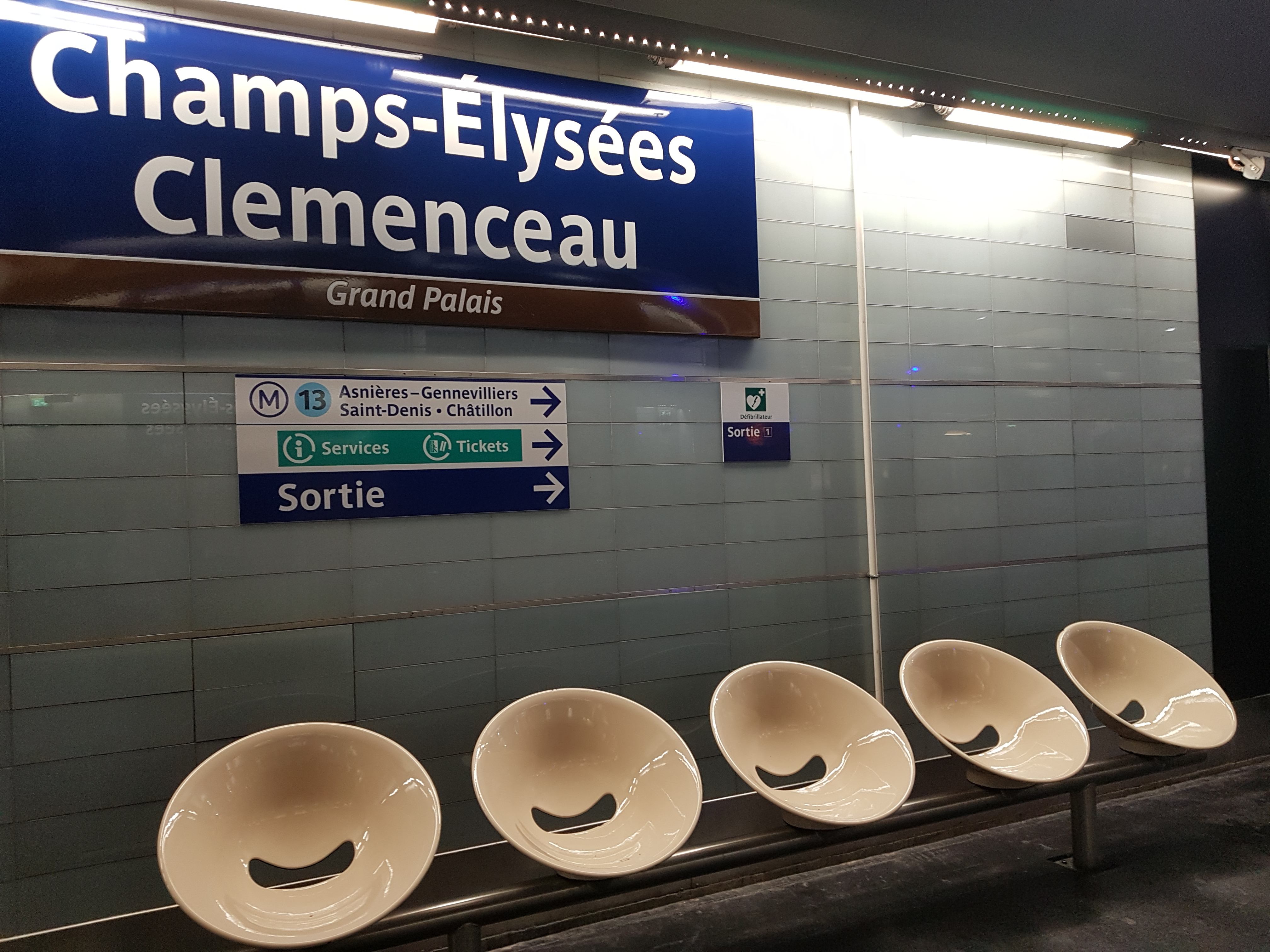
Linje 1
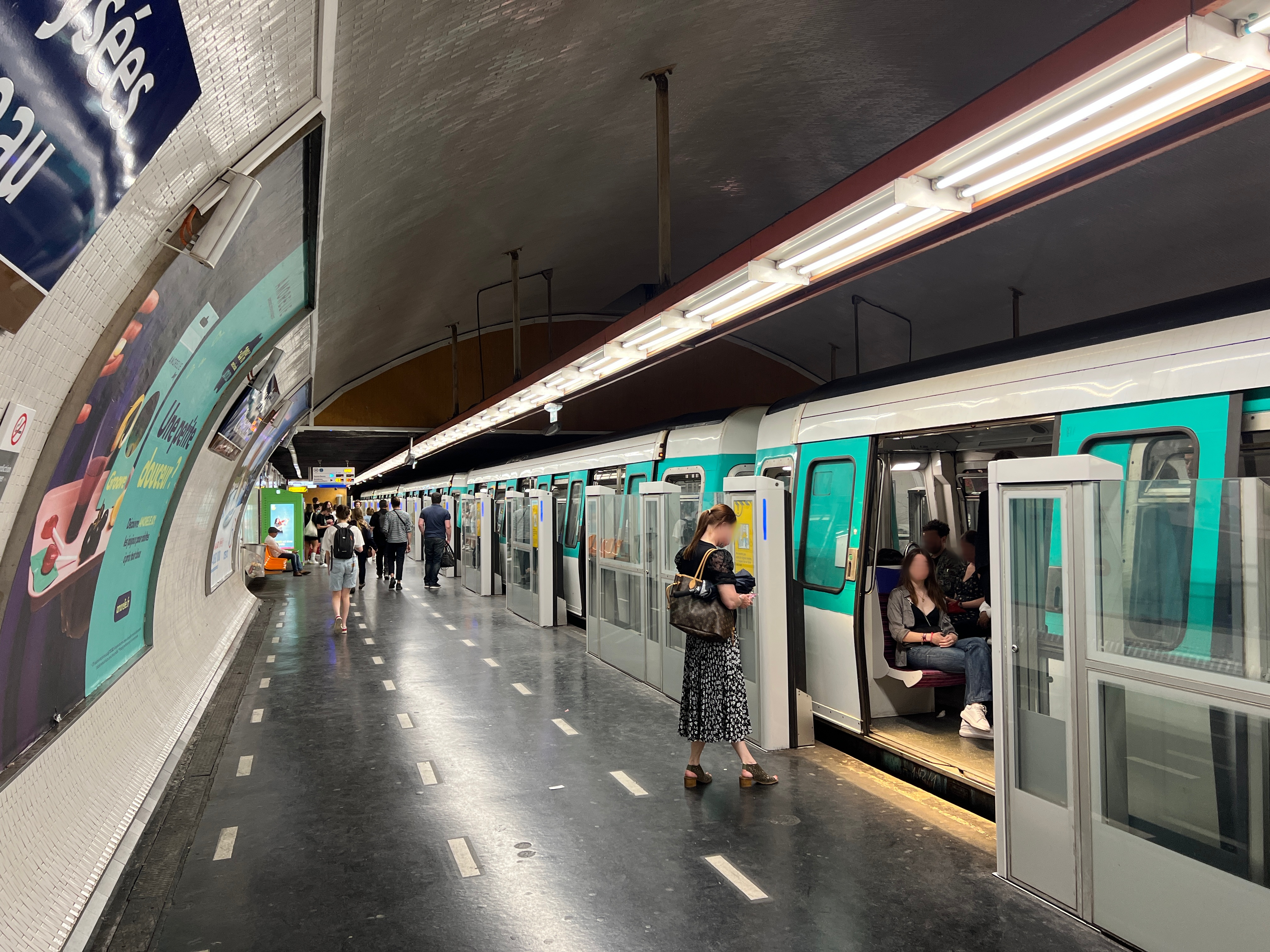
Linje 13
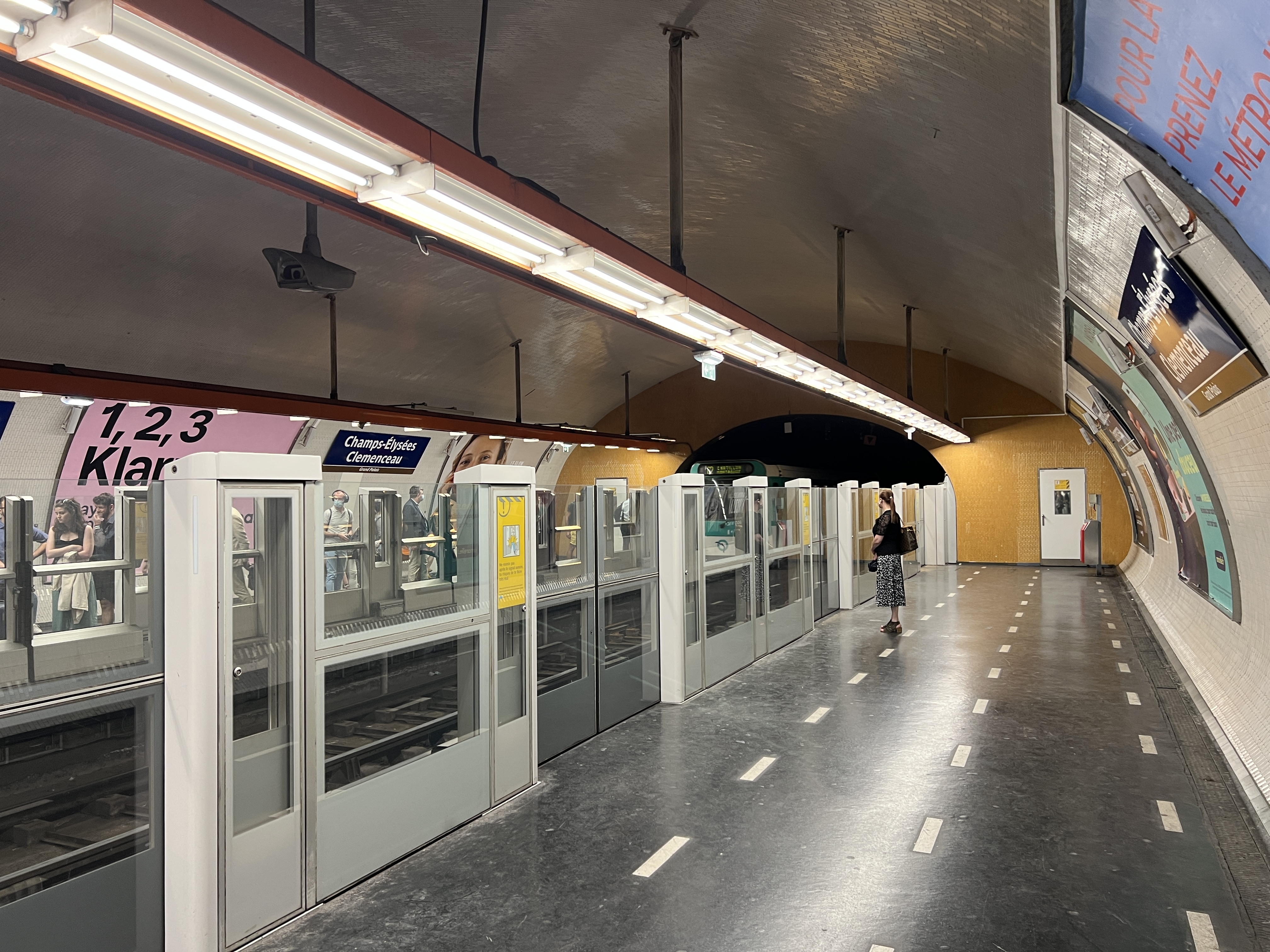
Linje 13